# Drapelul Voivodinei

Proporţia drapelului: 2:3

Drapelul Voivodinei este format din trei benzi orizontale, două mici la extremități, de dimensiuni egale, și una centrală. Culorile sunt aceleași ca și în toate republicile din fosta Iugoslavie, și anume roșu, albastru și alb. Pe banda centrală se află trei stele, care reprezintă regiunile Voivodinei, Bačka, Banat și Srem, dar și dorința Voivodinei de integrare europeană.